# یواس‌اس ماهوپاک (ای‌تی‌ای-۱۹۶)
یواس‌اس ماهوپاک (ای‌تی‌ای-۱۹۶) (به انگلیسی: USS Mahopac (ATA-196)) یک کشتی است که طول آن ۱۴۳ فوت (۴۴ متر) می‌باشد. این کشتی در سال ۱۹۴۴ ساخته شد.